# Camp Three
Camp Three – jednostka osadnicza w Stanach Zjednoczonych, w stanie Montana, w hrabstwie Musselshell.